# Корсунь-Шевченківська вулиця (Київ)
Ко́рсунь-Шевче́нківська ву́лиця — вулиця в Солом'янському районі Києва, місцевості Олександрівська слобідка, Пронівщина. Пролягає від Олексіївської вулиці до проспекту Валерія Лобановського.

## Історія
Виникла на межі 1940—50-х років під назвою 494-а Нова. Сучасну назву отримала 1953 року. До середини 1990-х років закінчувалася тупиком, згодом через будівництво декількох багатоповерхівок отримала вихід на проспект Валерія Лобановського.